# Вертеба
Верте́ба (укр. Верте́ба) — гипсовая пещера на территории Тернопольской области Украины. Расположена в 2 км к северо-западу от села Бильче-Золотое. Геологический и археологический памятник общегосударственного значения. Пещера находится на левом берегу реки Серет.
Пещера Вертеба была объявлена объектом природного заповедного фонда распоряжением Совета министров РСФСР от 2 августа 1971 № 61-р и постановлением Кабинета министров Украины от 12 октября 1992 года № 584. В пещере Вертеба действует единственный в Украине подземный музей трипольской культуры эпохи энеолита. Название пещеры происходит от древнеславянского «вертеп», означающего пещера, овраг. Длина подземных ходов составляет 9 021 м (по другим данным — 8550 м). Среднегодовая температура в пещере составляет 9—10° при относительной влажности 92—100 %.
У трипольцев из пещеры Вертеба определены митохондриальные гаплогруппы pre-HV, HV или V (2 образца), H (2 образца), J, T4. В 2017 году были опубликованы митохондриальные гаплогруппы H, H1b, H5a, H5b, HV, T2b, U8b1a2, U8b1b, а также K и W.
У четырёх трипольцев из пещеры Вертеба определена Y-хромосомная гаплогруппа G2a (три носителя G2a2b2a и один G2a), характерная также для культур балканского неолита, у одного — Y-хромосомная гаплогруппа E.
У образцов эпохи энеолита (3789—3650 лет до н. э.) определили митохондриальные гаплогруппы T2, T2b, T2b+16362, T2c1d1, H+152, H15a1, H40, U5a2+16362, J1c2 (2 образца), J1c5, K1a1b1 (субклад K1a1b1-b* у образца VERT028), K1b1+(16093), K1a2 (2 образца), N1a1a1a и Y-хромосомные гаплогруппы C1a (субклад C1a-V20>C-V86>C-V182>C-V3918>
C-Y173810>C-Y173810* у образца VERT103), G2a2a1, G2a2a1a (2 образца), G2a2b2a3 (3 образца), G2a2a1a3~, I2a1a2a, I2a2a1, I2c, I2a1a1-CTS595>I-BY33169* (VERT-033).
У образца эпохи ранней бронзы VERT-113 (Site 7, 1952—1774 лет до н. э., Early Bronze Age, EBA) определили митохондриальную гаплогруппу HV+16311. Этот образец имеет профиль предков, связанных с экспансиями ямной культуры, но с 20% предков, связанных с другими трипольскими особями, что предполагает смешение между трипольцами и входящими популяциями, имеющими степное происхождение.
У образца эпохи поздней бронзы VERT-114 (Site 17, 980—948 лет до н. э., Late Bronze Age, LBA) определили митохондриальную гаплогруппу T2. Этот образец имеет генетический профиль, указывающий на близость к популяциям, связанным с традицией колоколовидных кубков.